# Asian Women's Club Volleyball Championship 2017
Asian Women's Club Volleyball Championship 2017  var den 18:e upplagan av turneringen, som utser de asiatiska klubbmästarna i volleyboll på damsidan. Den organiserades av Asian Volleyball Confederation (AVC) tillsammans med de lokala värdarna Kazakstans volleybollförbund (VFRK). Turneringen hölls i Ust-Kamenogorsk, Kazakstan från 25 till 31 maj 2017. Alla matcher spelades i Boris Alexandrovs sportpalats. Det var andra gången Kazakstan var värd för tävlingen. 
Supreme Chonburi vann tävlingen för första gången. De kvalificerade sig därigenom för Världsmästerskapet i volleyboll för klubblag 2018. Fatou Diouck utsågs till mest värdefulla spelare.

## Deltagande förbund
| Centralasien (CAZA)       | Östasien (EAZA)         | Oceanien (OZA) | Sydostasien (SEAZA)                 | Västasien (WAZA) |
| ------------------------- | ----------------------- | -------------- | ----------------------------------- | ---------------- |
| - Kazakstan (värd) - Iran | - Kina - Taiwan - Japan |                | - Vietnam - Filippinerna - Thailand |                  |

### Deltagande lag
| Lag                | Kvalificerat som                                        |
| ------------------ | ------------------------------------------------------- |
| VK Altaj           | Värd                                                    |
| Tianjin Bohai Bank | mästare CVL 2016                                        |
| Taiwan Power       | mästare Top Volleyball League 2016                      |
| Sarmayeh Bank      | mästare Iranska förstaligan i volleyboll för damer 2016 |
| Hisamitsu Springs  | mästare V.League Division 1 2016                        |
| Rebisco-PSL Manila | Representant för Philippine Super Liga                  |
| Supreme Chonburi   | mästare Thailands volleybolliga för kvinnor 2016/2017   |
| Vietinbank VC      | mästare Vietnams nationella volleybollmästerskap 2016   |

## Gruppsammansättning
Lagen seedades baserat på resultaten från Asian Women's Club Volleyball Championship 2016. De fördelades i grupper baserat på ett serpentinsystem. Lottning skedde 27 februari 2017 i Bangkok, Thailand. Nedan visas lagen, med deras ranking inom parentes.
| Grupp A                                              | Grupp B                                         |
| ---------------------------------------------------- | ----------------------------------------------- |
| Kazakstan (Värd, 4) Thailand (3) Iran (5) Taiwan (8) | Japan (1) Kina (2) Vietnam (6) Filippinerna (7) |

## Arena
Turneringen hölls i Boris Alexandrovs sportpalats, Ust-Kamenogorsk, Östkazakstan.
| Ust-Kamenogorsk, Östkazakstan | Ust-Kamenogorsk, Östkazakstan             |
| ----------------------------- | ----------------------------------------- |
| Boris Alexandrov sportpalats  |                                           |
| Kapacitet: 4 400              |                                           |
|                               | Ust-Kamenogorsk på kartan över Kazakstan. |

## Rankingskriterier
Följande producedur användes för att bestämma lagens placering i sluttabellerna:
1. Antal vunna matcher
2. Poäng
3. Setkvot
4. Bollpoängskvot
5. Inbördes möten

Matcher vunna med 3–0 eller 3–1: 3 poäng för vinnaren, 0 poäng för förloraren

Matcher vunna med 3–2: 2 poäng för vinnaren, 1 poäng för förloraren

## Förrundan
- Alla tider är Kazakstansk standardtid (UTC+06:00).

### Grupp A
| Pos | Lag              | M | V | F | P | SV | SF | SK    | BV  | BF  | BK    | Kvalificering |
| --- | ---------------- | - | - | - | - | -- | -- | ----- | --- | --- | ----- | ------------- |
| 1   | Supreme Chonburi | 3 | 3 | 0 | 8 | 9  | 4  | 2,250 | 297 | 268 | 1,108 | Semifinaler   |
| 2   | VK Altaj         | 3 | 2 | 1 | 6 | 8  | 5  | 1,600 | 277 | 258 | 1,074 | Semifinaler   |
| 3   | Sarmayeh Bank    | 3 | 1 | 2 | 3 | 4  | 7  | 0,571 | 237 | 262 | 0,905 | Semifinaler   |
| 4   | Taiwan Power     | 3 | 0 | 3 | 1 | 4  | 9  | 0,444 | 270 | 293 | 0,922 | Semifinaler   |

| Datum  | Tid   |                  | Resultat |                  | Set 1 | Set 2 | Set 3 | Set 4 | Set 5 | Totalt  | Rapport |
| ------ | ----- | ---------------- | -------- | ---------------- | ----- | ----- | ----- | ----- | ----- | ------- | ------- |
| 25 maj | 13:00 | Supreme Chonburi | 3–1      | Sarmayeh Bank    | 25–22 | 25–21 | 22–25 | 25–23 |       | 97–91   | P2      |
| 25 maj | 19:00 | VK Altaj         | 3–2      | Taiwan Power     | 21–25 | 25–22 | 25–19 | 17–25 | 15–11 | 103–102 | P2      |
| 26 maj | 14:00 | Taiwan Power     | 1–3      | Sarmayeh Bank    | 25–18 | 21–25 | 22–25 | 22–25 |       | 90–93   | P2      |
| 26 maj | 19:00 | VK Altaj         | 2–3      | Supreme Chonburi | 21–25 | 19–25 | 25–17 | 25–21 | 9–15  | 99–103  | P2      |
| 27 maj | 14:00 | Supreme Chonburi | 3–1      | Taiwan Power     | 22–25 | 25–17 | 25–17 | 25–19 |       | 97–78   | P2      |
| 27 maj | 19:00 | Sarmayeh Bank    | 0–3      | VK Altaj         | 16–25 | 18–25 | 19–25 |       |       | 53–75   | P2      |

### Grupp B
| Pos | Lag                | M | V | F | P | SV | SF | SK    | BV  | BF  | BK    | Kvalificering |
| --- | ------------------ | - | - | - | - | -- | -- | ----- | --- | --- | ----- | ------------- |
| 1   | Hisamitsu Springs  | 3 | 3 | 0 | 9 | 9  | 1  | 9,000 | 239 | 174 | 1,374 | Semifinaler   |
| 2   | Tianjin Bohai Bank | 3 | 2 | 1 | 6 | 7  | 3  | 2,333 | 236 | 168 | 1,405 | Semifinaler   |
| 3   | Vietinbank         | 3 | 1 | 2 | 3 | 3  | 7  | 0,429 | 191 | 230 | 0,830 | Semifinaler   |
| 4   | Rebisco-PSL        | 3 | 0 | 3 | 0 | 1  | 9  | 0,111 | 148 | 242 | 0,612 | Semifinaler   |

| Datum  | Tid   |                    | Resultat |                    | Set 1 | Set 2 | Set 3 | Set 4 | Set 5 | Totalt | Rapport |
| ------ | ----- | ------------------ | -------- | ------------------ | ----- | ----- | ----- | ----- | ----- | ------ | ------- |
| 25 maj | 10:30 | Hisamitsu Springs  | 3–0      | Rebisco-PSL        | 25–17 | 25–10 | 25–14 |       |       | 75–41  | P2      |
| 25 maj | 15:30 | Tianjin Bohai Bank | 3–0      | Vietinbank         | 25–15 | 25–21 | 25–16 |       |       | 75–52  | P2      |
| 26 maj | 11:30 | Rebisco-PSL        | 1–3      | Vietinbank         | 21–25 | 25–17 | 20–25 | 14–25 |       | 80–92  | P2      |
| 26 maj | 16:30 | Hisamitsu Springs  | 3–1      | Tianjin Bohai Bank | 25–21 | 25–22 | 14–25 | 25–18 |       | 89–86  | P2      |
| 27 maj | 11:30 | Tianjin Bohai Bank | 3–0      | Rebisco-PSL        | 25–8  | 25–10 | 25–9  |       |       | 75–27  | P2      |
| 27 maj | 16:30 | Vietinbank         | 0–3      | Hisamitsu Springs  | 17–25 | 11–25 | 19–25 |       |       | 47–75  | P2      |

## Huvudrundan

### Spelschema
|  | Kvartsfinaler      | Kvartsfinaler      | Kvartsfinaler      |                    |                   | Semifinaler       | Semifinaler | Semifinaler |                    |                     | Final               | Final               | Final |  |
|  |                    |                    |                    |                    |                   |                   |             |             |                    |                     |                     |                     |       |  |
|  | Supreme Chonburi   | Supreme Chonburi   | 3                  |                    |                   |                   |             |             |                    |                     |                     |                     |       |  |
|  | Supreme Chonburi   | Supreme Chonburi   | 3                  |                    |                   |                   |             |             |                    |                     |                     |                     |       |  |
|  | Rebisco-PSL        | Rebisco-PSL        | 1                  |                    |                   |                   |             |             |                    |                     |                     |                     |       |  |
|  | Rebisco-PSL        | Rebisco-PSL        | 1                  |                    | Supreme Chonburi  | Supreme Chonburi  | 3           |             |                    |                     |                     |                     |       |  |
|  |                    |                    |                    |                    | Supreme Chonburi  | Supreme Chonburi  | 3           |             |                    |                     |                     |                     |       |  |
|  |                    |                    | Tianjin Bohai Bank | Tianjin Bohai Bank | 1                 |                   |             |             |                    |                     |                     |                     |       |  |
|  | Tianjin Bohai Bank | Tianjin Bohai Bank | Tianjin Bohai Bank | Tianjin Bohai Bank | 1                 | 3                 |             |             |                    |                     |                     |                     |       |  |
|  | Tianjin Bohai Bank | Tianjin Bohai Bank |                    |                    |                   |                   |             |             |                    |                     |                     |                     |       |  |
|  | Sarmayeh Bank      | Sarmayeh Bank      | 0                  |                    |                   |                   |             |             |                    |                     |                     |                     |       |  |
|  | Sarmayeh Bank      | Sarmayeh Bank      | 0                  |                    | Supreme Chonburi  | Supreme Chonburi  | 3           |             |                    |                     |                     |                     |       |  |
|  |                    |                    |                    |                    |                   |                   |             |             |                    |                     |                     |                     |       |  |
|  |                    |                    | Hisamitsu Springs  | Hisamitsu Springs  | 1                 |                   |             |             |                    |                     |                     |                     |       |  |
|  | Hisamitsu Springs  | Hisamitsu Springs  | Hisamitsu Springs  | Hisamitsu Springs  | 1                 | 3                 |             |             |                    |                     |                     |                     |       |  |
|  | Hisamitsu Springs  | Hisamitsu Springs  |                    |                    |                   | 3                 |             |             |                    |                     |                     |                     |       |  |
|  | Taiwan Power       | Taiwan Power       | 1                  |                    |                   |                   |             |             |                    |                     |                     |                     |       |  |
|  | Taiwan Power       | Taiwan Power       | 1                  |                    | Hisamitsu Springs | Hisamitsu Springs | 3           |             |                    | Match om tredjepris | Match om tredjepris | Match om tredjepris |       |  |
|  |                    |                    |                    |                    | Hisamitsu Springs | Hisamitsu Springs | 3           |             |                    |                     |                     |                     |       |  |
|  |                    |                    | VK Altaj           | VK Altaj           | 2                 |                   |             |             |                    |                     |                     |                     |       |  |
|  | VK Altaj           | VK Altaj           | VK Altaj           | VK Altaj           | 2                 | 3                 |             |             | Tianjin Bohai Bank | Tianjin Bohai Bank  | 3                   |                     |       |  |
|  | VK Altaj           | VK Altaj           |                    |                    |                   |                   |             |             | Tianjin Bohai Bank | Tianjin Bohai Bank  | 3                   |                     |       |  |
|  | Vietinbank         | Vietinbank         | 0                  |                    |                   | VK Altaj          | VK Altaj    | 1           |                    |                     |                     |                     |       |  |

### Kvartsfinaler
| Datum  | Tid   |                    | Resultat |               | Set 1 | Set 2 | Set 3 | Set 4 | Set 5 | Totalt | Rapport |
| ------ | ----- | ------------------ | -------- | ------------- | ----- | ----- | ----- | ----- | ----- | ------ | ------- |
| 29 maj | 11:30 | Hisamitsu Springs  | 3–1      | Taiwan Power  | 25–20 | 15–25 | 25–12 | 25–19 |       | 90–76  | P2      |
| 29 maj | 14:00 | Supreme Chonburi   | 3–1      | Rebisco-PSL   | 25–20 | 25–12 | 18–25 | 27–25 |       | 95–82  | P2      |
| 29 maj | 16:30 | Tianjin Bohai Bank | 3–0      | Sarmayeh Bank | 25–11 | 25–20 | 25–11 |       |       | 75–42  | P2      |
| 29 maj | 19:00 | VK Altaj           | 3–0      | Vietinbank    | 25–23 | 25–18 | 25–14 |       |       | 75–55  | P2      |

### Semifinaler
| Datum  | Tid   |                   | Resultat |                    | Set 1 | Set 2 | Set 3 | Set 4 | Set 5 | Totalt  | Rapport |
| ------ | ----- | ----------------- | -------- | ------------------ | ----- | ----- | ----- | ----- | ----- | ------- | ------- |
| 30 maj | 16:30 | Supreme Chonburi  | 3–1      | Tianjin Bohai Bank | 25–22 | 25–23 | 24–26 | 25–23 |       | 99–94   | P2      |
| 30 maj | 19:00 | Hisamitsu Springs | 3–2      | VK Altaj           | 18–25 | 25–17 | 25–21 | 22–25 | 16–14 | 106–102 | P2      |

### Match om tredjepris
| Datum  | Tid   |                    | Resultat |          | Set 1 | Set 2 | Set 3 | Set 4 | Set 5 | Totalt | Rapport |
| ------ | ----- | ------------------ | -------- | -------- | ----- | ----- | ----- | ----- | ----- | ------ | ------- |
| 31 maj | 14:30 | Tianjin Bohai Bank | 3–1      | VK Altaj | 20–25 | 25–22 | 25–22 | 25–20 |       | 95–89  | P2      |

### Final
| Datum  | Tid   |                  | Resultat |                   | Set 1 | Set 2 | Set 3 | Set 4 | Set 5 | Totalt | Rapport |
| ------ | ----- | ---------------- | -------- | ----------------- | ----- | ----- | ----- | ----- | ----- | ------ | ------- |
| 31 maj | 17:00 | Supreme Chonburi | 3–1      | Hisamitsu Springs | 25–15 | 25–23 | 23–25 | 25–13 |       | 98–76  | P2      |

### Spel om plats 5-8
|  | Matcher om plats 5-8 | Matcher om plats 5-8 | Matcher om plats 5-8 |              |               | Match om femteplatsen  | Match om femteplatsen  | Match om femteplatsen  |  |
|  |                      |                      |                      |              |               |                        |                        |                        |  |
|  | Rebisco-PSL          | Rebisco-PSL          | 0                    |              |               |                        |                        |                        |  |
|  | Rebisco-PSL          | Rebisco-PSL          | 0                    |              |               |                        |                        |                        |  |
|  | Sarmayeh Bank        | Sarmayeh Bank        | 3                    |              |               |                        |                        |                        |  |
|  | Sarmayeh Bank        | Sarmayeh Bank        | 3                    |              | Sarmayeh Bank | Sarmayeh Bank          | 1                      |                        |  |
|  |                      |                      |                      |              | Sarmayeh Bank | Sarmayeh Bank          | 1                      |                        |  |
|  |                      |                      | Taiwan Power         | Taiwan Power | 3             |                        |                        |                        |  |
|  | Taiwan Power         | Taiwan Power         | Taiwan Power         | Taiwan Power | 3             | 3                      |                        |                        |  |
|  | Taiwan Power         | Taiwan Power         |                      |              |               | 3                      |                        |                        |  |
|  | Vietinbank           | Vietinbank           | 0                    |              |               | Match om sjundeplatsen | Match om sjundeplatsen | Match om sjundeplatsen |  |
|  | Vietinbank           | Vietinbank           | 0                    |              |               |                        |                        |                        |  |
|  |                      |                      |                      |              |               |                        |                        |                        |  |
|  |                      |                      |                      |              |               | Rebisco-PSL            | Rebisco-PSL            | 0                      |  |
|  |                      |                      |                      |              |               | Rebisco-PSL            | Rebisco-PSL            | 0                      |  |
|  |                      |                      |                      |              |               | Vietinbank             | Vietinbank             | 3                      |  |

| Datum  | Tid   |              | Resultat |               | Set 1 | Set 2 | Set 3 | Set 4 | Set 5 | Totalt | Rapport |
| ------ | ----- | ------------ | -------- | ------------- | ----- | ----- | ----- | ----- | ----- | ------ | ------- |
| 30 maj | 11:30 | Rebisco-PSL  | 0–3      | Sarmayeh Bank | 23–25 | 17–25 | 27–29 |       |       | 67–79  | P2      |
| 30 maj | 14:00 | Taiwan Power | 3–0      | Vietinbank    | 25–19 | 25–19 | 25–17 |       |       | 75–55  | P2      |

### Match om sjundeplats
| Datum  | Tid   |             | Resultat |            | Set 1 | Set 2 | Set 3 | Set 4 | Set 5 | Totalt | Rapport |
| ------ | ----- | ----------- | -------- | ---------- | ----- | ----- | ----- | ----- | ----- | ------ | ------- |
| 31 maj | 09:30 | Rebisco-PSL | 0–3      | Vietinbank | 13–25 | 18–25 | 15–25 |       |       | 46–75  | P2      |

### Match om femteplats
| Datum  | Tid   |               | Resultat |              | Set 1 | Set 2 | Set 3 | Set 4 | Set 5 | Totalt | Rapport |
| ------ | ----- | ------------- | -------- | ------------ | ----- | ----- | ----- | ----- | ----- | ------ | ------- |
| 31 maj | 12:00 | Sarmayeh Bank | 1–3      | Taiwan Power | 20–25 | 25–18 | 20–25 | 12–25 |       | 77–93  | P2      |

## Slutplaceringar
| Pos. | Lag                |
| ---- | ------------------ |
| 1    | Supreme Chonburi   |
| 2    | Hisamitsu Springs  |
| 3    | Tianjin Bohai Bank |
| 4    | VK Altaj           |
| 5    | Taiwan Power       |
| 6    | Sarmayeh Bank      |
| 7    | Vietinbank         |
| 8    | Rebisco-PSL        |

## Medaljörer
| Gold | Silver | Brons |
| Supreme ChonburiSupattra Pairoj Piyanut Pannoy Pleumjit Thinkaow Patcharaporn Sittisad Chatchu-on Moksri Wilavan Apinyapong (c) Nampueng Khamart Soraya Phomla Chloe Mann Parinya Pankaew Watchareeya Nuanjam Ajcharaporn Kongyot Fatou Diouck Rattanakorn Sanuanram | Hisamitsu SpringsAyano Nakaoji Risa Ishibashi (c) Hitomi Kodama Haruka Kanamori Erika Sakae Yuka Imamura Kiyora Obikawa Fumika Moriya Yuka Taura Asuka Hamamatsu Hikari Kato Mana Toe Akane Ukishima Sayaka Tsutsui | Tianjin Bohai BankYang Linlin Wang Jiamin Yu Junwei Wang Ning Yin Na Wang Qian Liu Liwen Zhang Xiaoting Chen Liyi (c) Yao Di Li Ying |

## Individuella utmärkelser
| Utmärkelse              | Person             | Lag                |
| ----------------------- | ------------------ | ------------------ |
| Mest värdefulla spelare | Fatou Diouck       | Supreme Chonburi   |
| Mest populära spelare   | Sana Anarkulova    | VK Altaj           |
| Bästa passare           | Yao Di             | Tianjin Bohai Bank |
| Bästa vänsterspikrar    | Chatchu-on Moksri  | Supreme Chonburi   |
| Bästa vänsterspikrar    | Inna Matveyeva     | VK Altaj           |
| Bästa centrar           | Pleumjit Thinkaow  | Supreme Chonburi   |
| Bästa centrar           | Kristina Anikonova | VK Altaj           |
| Bästa högerspiker       | Akane Ukishima     | Hisamitsu Springs  |
| Bästa libero            | Mana Toe           | Hisamitsu Springs  |

## Anteckningar
1. ↑  Vinnarna av PSL Grand Prix Conference 2016, Foton Tornadoes skulle ursprungligen ha deltagit, men valde att avstå. Istället deltog ett sammansatt lag från Philippine Super Liga.[2]